# Diócesis de Chascomús
La diócesis de Chascomús (en latín: Dioecesis Chascomusensis) es una circunscripción eclesiástica de la Iglesia católica en Argentina. Se trata de una diócesis latina, sufragánea de la arquidiócesis de La Plata. Desde el 2 de marzo de 2024 su obispo es Juan Ignacio Liebana

## Territorio y organización

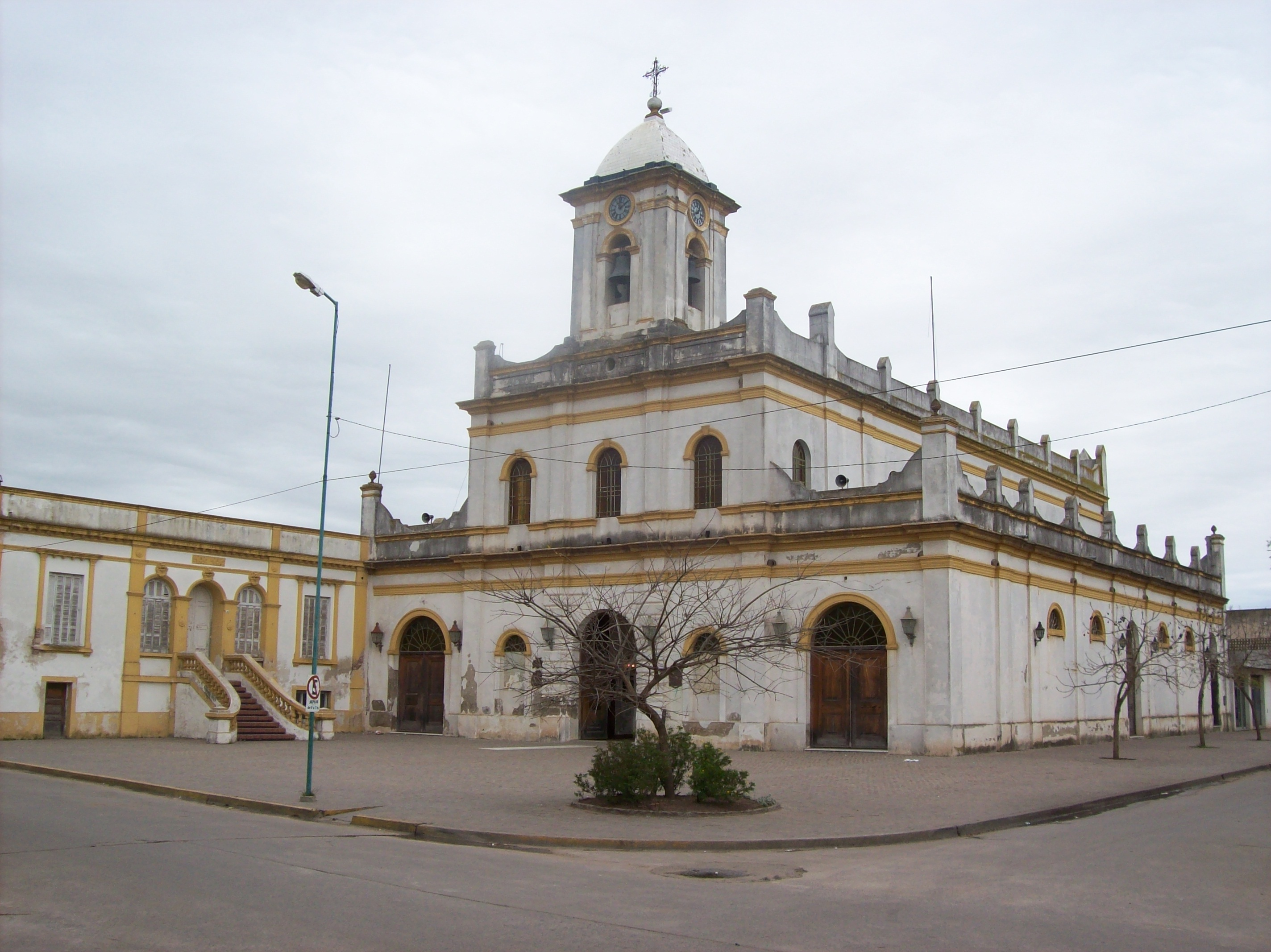
Iglesia San Miguel Arcángel, en Monte

La diócesis tiene 27 115 km² y extiende su jurisdicción sobre los fieles católicos de rito latino residentes en la provincia de Buenos Aires en los partidos de: Coronel Brandsen, Castelli, Chascomús, Dolores, General Belgrano, General Guido, General Lavalle, General Paz Lezama, Maipú, Monte, Pila, Tordillo y de La Costa.
La sede de la diócesis se encuentra en la ciudad de Chascomús, en donde se halla la Catedral de Nuestra Señora de la Merced.
En 2021 en la diócesis existían 27 parroquias.

## Historia
La diócesis fue erigida el 27 de marzo de 1980 con la bula Universum Dominicum gregem del papa Juan Pablo II, obteniendo el territorio de la arquidiócesis de La Plata y de la diócesis de Mar del Plata.
El 24 de junio de 1982, con la carta apostólica Quandoquidem clerus, el papa Juan Pablo II confirmó a la Santísima Virgen María de la Misericordia como patrona principal de la diócesis, y a san Juan Bautista como patrono secundario.

## Estadísticas
Según el Anuario Pontificio 2022 la diócesis tenía a fines de 2021 un total de 352 515 fieles bautizados.
| Año                                                                             | Población            | Población | Población      | Sacerdotes | Sacerdotes    | Sacerdotes    | Bautizados por sacerdote | Diáconos permanentes | Religiosos | Religiosos | Parroquias |
| Año                                                                             | Bautizados católicos | Total     | % de católicos | Total      | Clero secular | Clero regular | Bautizados por sacerdote | Diáconos permanentes | Varones    | Mujeres    | Parroquias |
| ------------------------------------------------------------------------------- | -------------------- | --------- | -------------- | ---------- | ------------- | ------------- | ------------------------ | -------------------- | ---------- | ---------- | ---------- |
| 1990                                                                            | 224 604              | 249 560   | 90.0           | 27         | 18            | 9             | 8318                     |                      | 16         | 55         | 26         |
| 1999                                                                            | 246 200              | 275 826   | 89.3           | 27         | 21            | 6             | 9118                     | 2                    | 7          | 33         | 26         |
| 2000                                                                            | 252 849              | 284 101   | 89.0           | 31         | 25            | 6             | 8156                     | 2                    | 7          | 33         | 26         |
| 2001                                                                            | 262 963              | 295 465   | 89.0           | 27         | 23            | 4             | 9739                     | 1                    | 5          | 33         | 25         |
| 2002                                                                            | 278 741              | 313 193   | 89.0           | 31         | 25            | 6             | 8991                     | 1                    | 7          | 32         | 26         |
| 2003                                                                            | 295 466              | 331 984   | 89.0           | 32         | 27            | 5             | 9233                     | 1                    | 6          | 24         | 27         |
| 2004                                                                            | 313 194              | 351 903   | 89.0           | 34         | 28            | 6             | 9211                     | 1                    | 7          | 21         | 26         |
| 2006                                                                            | 331 155              | 372 084   | 89.0           | 34         | 29            | 5             | 9739                     | 2                    | 6          | 25         | 26         |
| 2013                                                                            | 366 000              | 411 000   | 89.1           | 29         | 24            | 5             | 12 620                   | 2                    | 5          | 30         | 26         |
| 2016                                                                            | 377 043              | 423 546   | 89.0           | 36         | 28            | 8             | 10 473                   | 2                    | 8          | 20         | 26         |
| 2019                                                                            | 352 515              | 393 310   | 89.6           | 30         | 26            | 4             | 11 750                   | 3                    | 4          | 16         | 29         |
| 2021                                                                            | 352 515              | 400 775   | 88.0           | 24         | 21            | 3             | 14 688                   | 3                    | 3          | 16         | 27         |
| Fuente: Catholic-Hierarchy, que a su vez toma los datos del Anuario Pontificio. |                      |           |                |            |               |               |                          |                      |            |            |            |

## Episcopologio
- Rodolfo Bufano † (27 de marzo de 1980-16 de abril de 1982 nombrado obispo de San Justo)
- José María Montes † (19 de enero de 1983-3 de julio de 1996 retirado)
- Juan Carlos Maccarone † (3 de julio de 1996-18 de febrero de 1999 nombrado obispo de Santiago del Estero)
- Carlos Humberto Malfa, desde el 20 de mayo de 2000 - 18 de diciembre 2024 - Renuncia por edad
- Juan Ignacio Lièbana''  desde Enero de 2024

## Galería de imágenes

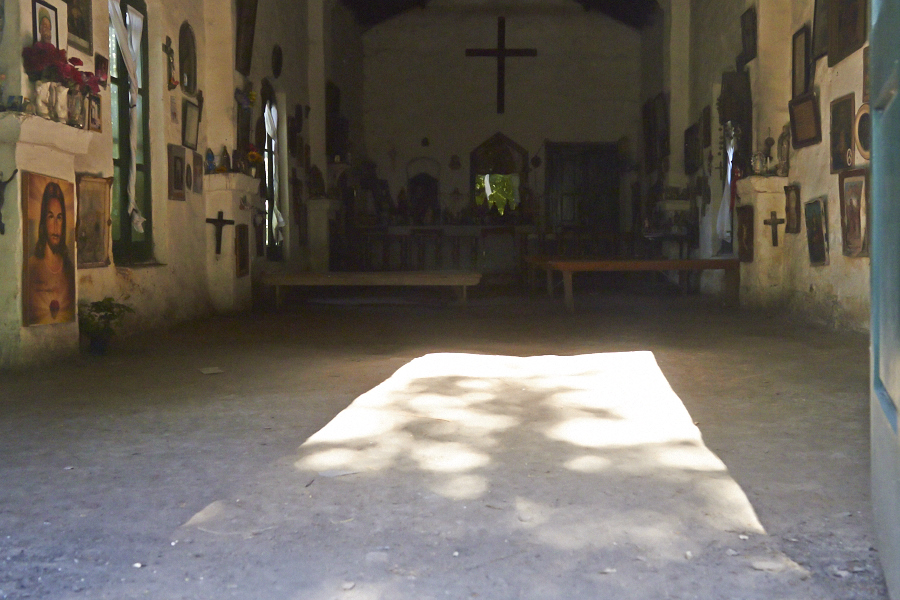
Capilla de los Negros en Chascomús
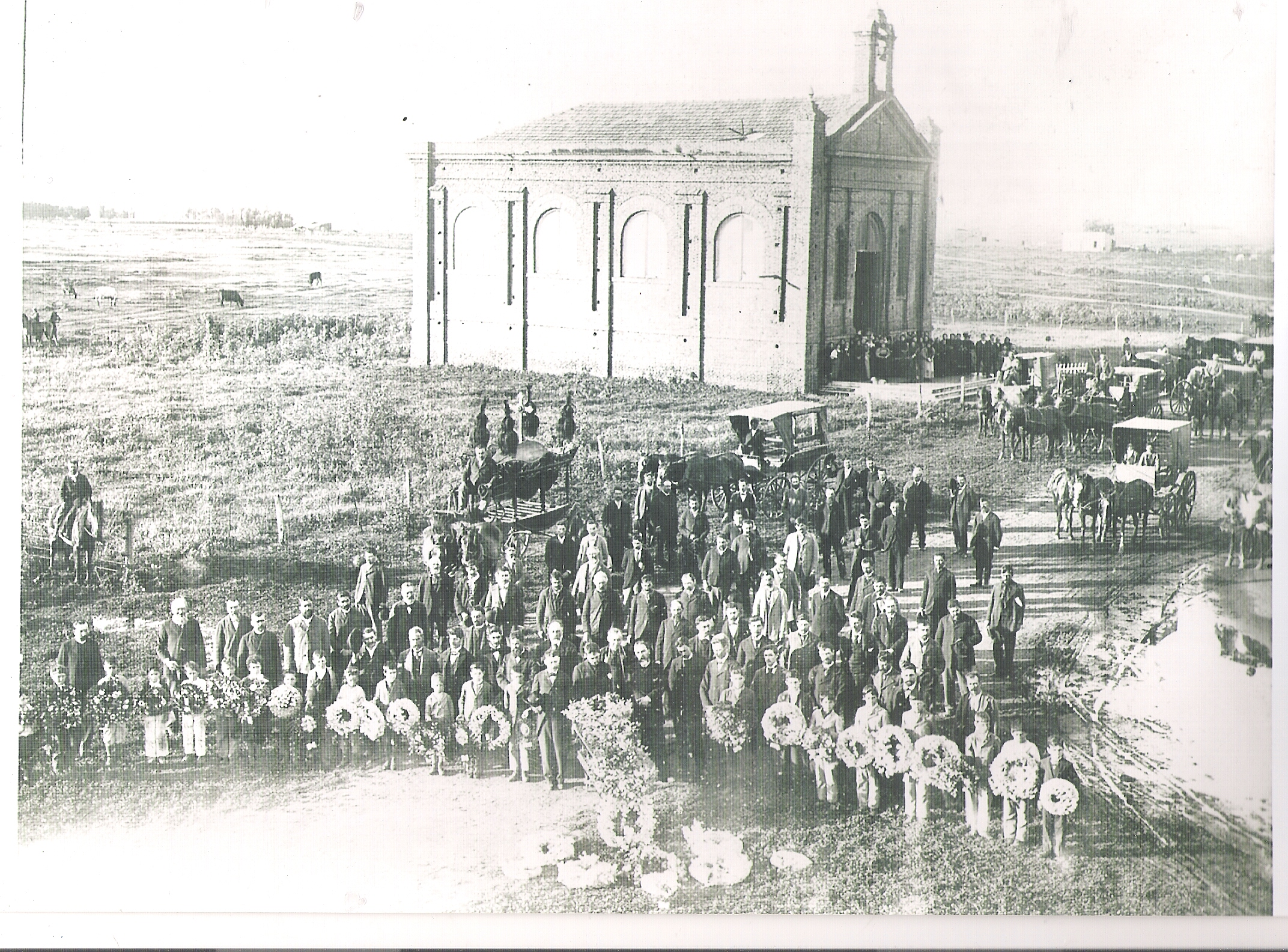
Capilla de El Salado a comienzos del siglo XX, General Belgrano
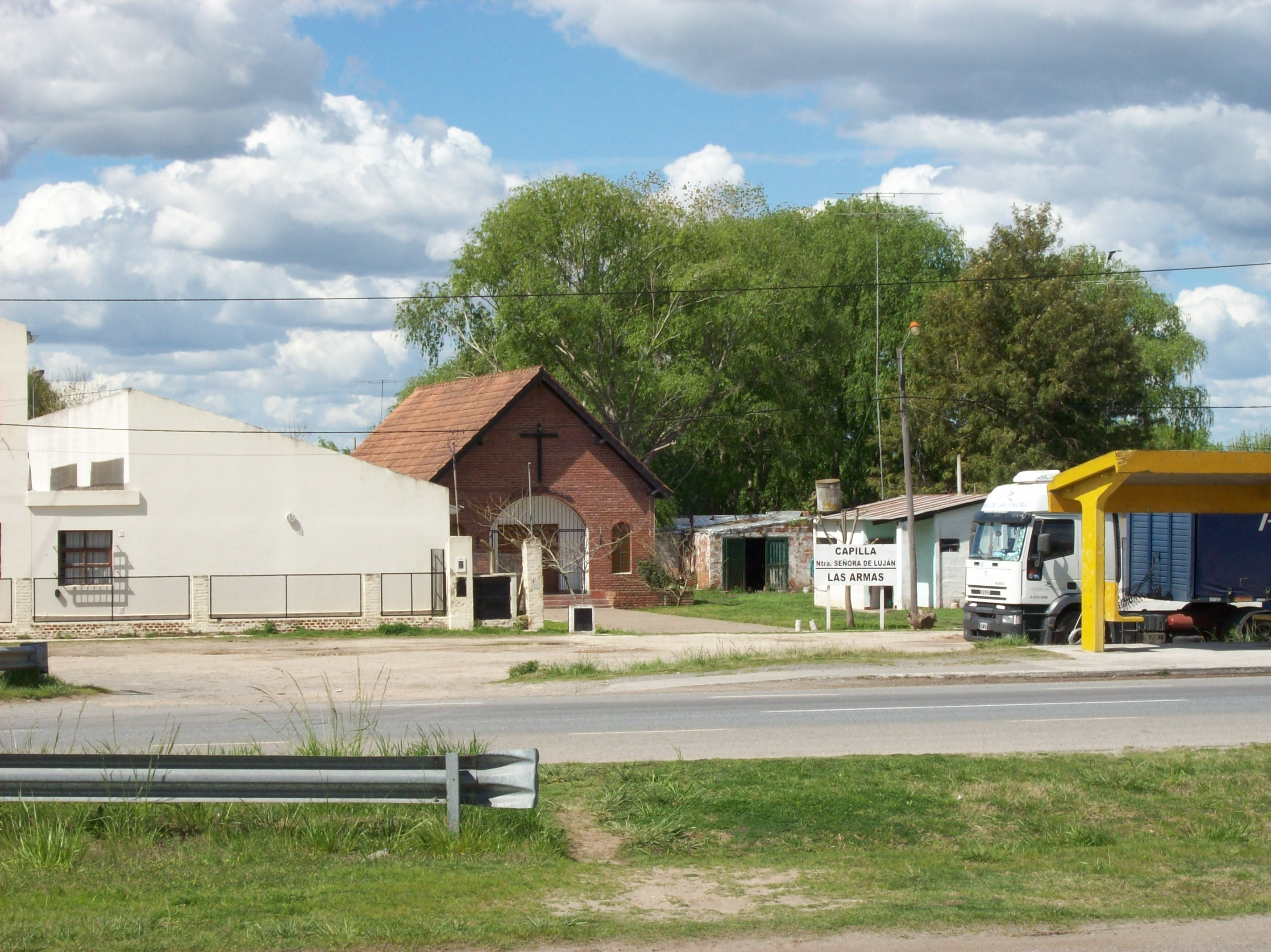
Capilla Nuestra Señora de Luján en Las Armas
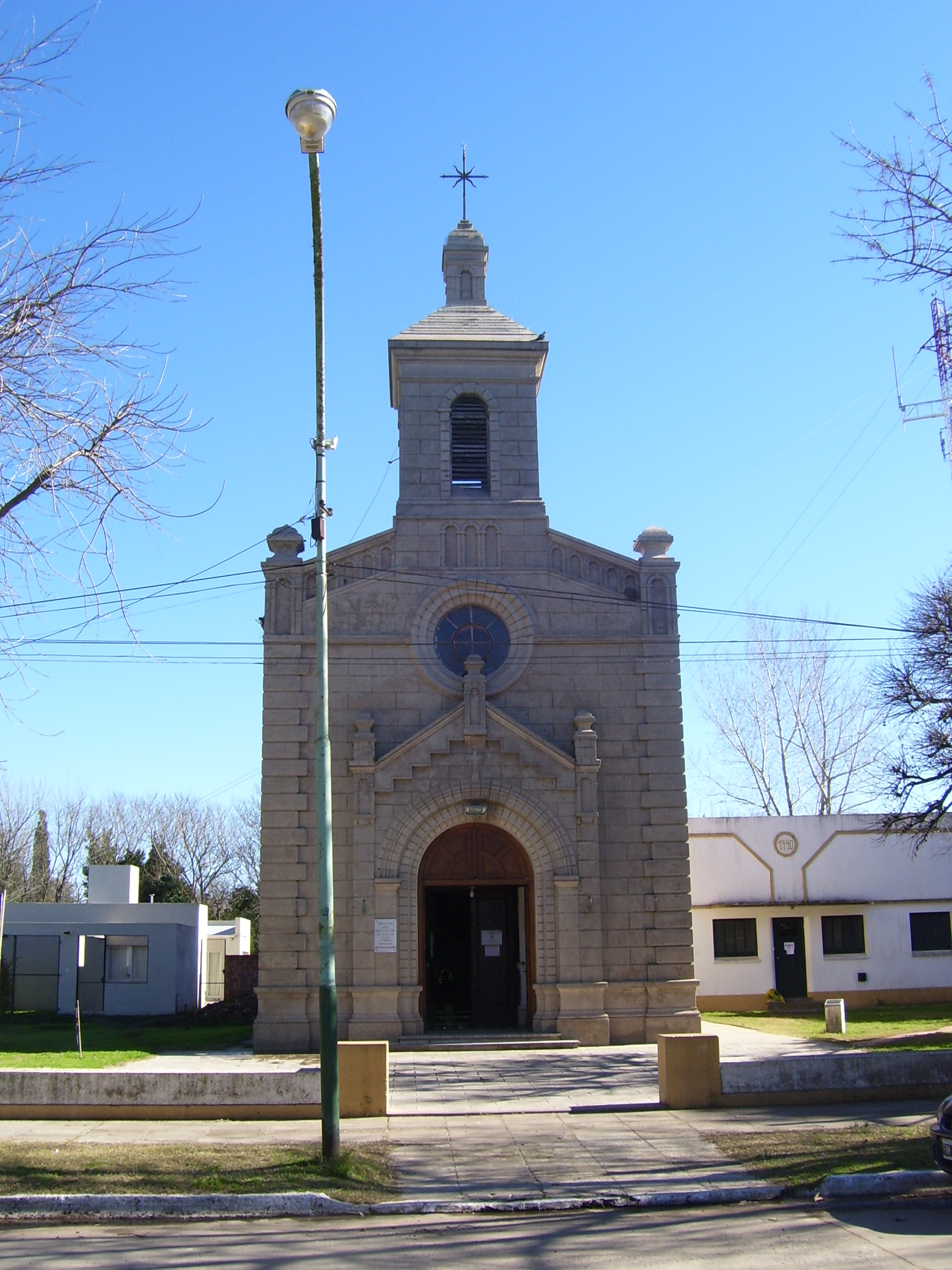
Iglesia principal de Pila
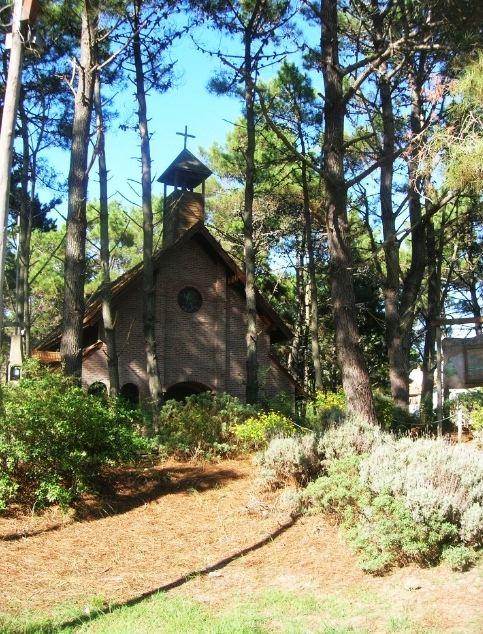
Capilla en Costa del Este
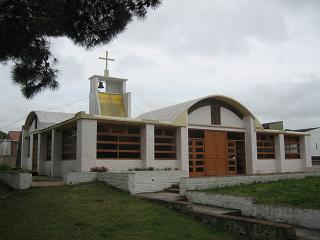
Iglesia en Lucila del Mar